# 愛德華·哈克尼斯
愛德華·史蒂芬·哈克尼斯（英語：Edward Stephen Harkness，1874年1月22日—1940年1月29日），美國慈善家。二十世紀初，愛德華以私人名義透過由其家族掌握的英聯邦基金會（Commonwealth Fund）向眾多位於美國東北部的私人醫院、藝術博物館以及教育機構提供大量的資金和實物支持。因其慷慨無私的巨額饋贈，愛德華成為哥倫比亞大學、耶魯大學、哈佛大學、菲利普斯埃克塞特學院、聖保羅學校（新罕布夏州）、大都會博物館和蘇格蘭聖安德魯斯大學最主要的捐贈人。
愛德華從其父親史蒂芬·V·哈克尼斯（Stephen V. Harkness）和兄長查爾斯·W·哈克尼斯（Charles W. Harkness）手上繼承了早年因投資美孚石油公司成功而產生的巨額資產。在1918年公布的《福布斯財富排行榜》上，愛德華·哈克尼斯名列第六位“美國最富有的人”，緊隨石油大亨約翰·戴維森·洛克菲勒、亨利·弗裏克（Henry Clay Frick）、鋼鐵大王安德魯·卡內基、乔治·费舍·贝克（George Fisher Baker）、威廉·洛克菲勒之後。

## 生平
愛德華出生於美國俄亥俄州克里夫蘭市，家中兄弟四人。愛德華的父親史蒂芬·哈克尼斯最初是一名鞍具工匠，同時也是美孚石油公司最初的五名投資人之一。可是，史蒂芬在愛德華14歲的時候就去世了，家中事務和財產於是交給妻子安娜和長子查爾斯管理。
愛德華先後就讀於新罕布夏州的聖保羅學校、耶魯大學（1897屆畢業生）和哥倫比亞大學法學院。愛德華與他的兄弟查爾斯和威廉都曾是耶魯大學秘密學生組織“狼頭社”（Wolf’s Head Society）的成員。

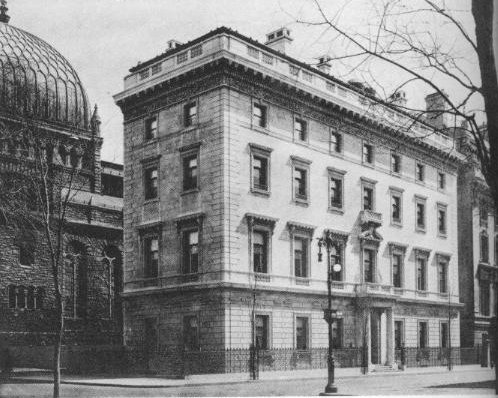
位於紐約的哈尼克斯大樓,
現為英聯邦基金會總部

大學畢業後，愛德華與出身富有的瑪麗於1904年成婚。瑪麗的父親托馬斯·斯蒂爾曼（Thomas Stillman）當時是紐約市內著名的大律師，瑪麗的外祖父托馬斯·格林曼（Thomas Greeman）則是位於康乃狄克州的喬治格林曼船廠（George Greenman & Co Shipyard）的聯合創始人。愛德華的母親安娜為了祝福這對新人，決定贈予愛德華和瑪麗一座大樓。愛德華選擇了他在耶魯大學讀書時的同班同學詹姆士·羅傑斯為他親自設計這座“禮物”。這棟大樓就是著名的哈尼克斯大樓，位於紐約市第五大道和75街路口。瑪麗去世後，這座大樓便作為英聯邦基金會的辦公大樓至今。
愛德華在短暫地擔任了南太平洋運輸公司的鐵路運營總監（Railroad Director）一職幾年後，便決定要成為一名慈善家。1912年，他開始向紐約大都會博物館的埃及展廳捐贈藝術品和資金，同年被任命為大都會博物館的董事會成員。
1916年，愛德華在他的哥哥查爾斯去世後繼承了當時價值至少8000萬美元的遺產，其中大部分資產來自於美孚石油公司的股權。查爾斯在世時，出於理財的目的曾不斷地購入美孚石油公司的股票。在繼承了查爾斯的股權後，愛德華一躍成為美孚石油公司第三大股東。

## 慈善捐贈
据统计，爱德华·哈克尼斯生前向各个学校和机构提供的捐赠总价值超过1.29亿美元，以当时美元的购买力而言，相当于2005年的20亿美元。他的慈善家好友石油大亨約翰·戴維森·洛克菲勒和鋼鐵大王安德魯·卡內基分別捐贈了總計價值5.5億美元和3.5億美元。

### 医疗事业
在爱德华的促使和资金支持下，长老会医院（Presbyterian Hospital）与哥伦比亚大学医学院共同建立了世界上第一家醫療科學學術中心，“哥伦比亚-长老会医学中心”（Columbia-Presbyterian Medical Center，简称：CPMC）。1997年，CPMC与纽约医院'New York Hospital）合并成立了“紐約-長老會醫院”。

### 教育事业
爱德华·哈尼克斯一生中不断地向各地高等学府提供巨额资金捐赠。其资金绝大多数用于建设图书馆、学生宿舍和其他校园生活必需建筑。
| 受馈赠学校     | 建筑用途           | 图片 |
| -------------- | ------------------ | ---- |
| 哥伦比亚大学   | 巴特勒圖書館       |      |
| 哥伦比亚大学   | 哥伦比亚大学医学院 |      |
| 耶鲁大学       | 学生宿舍、图书馆   |      |
| 康涅狄格學院   | 哈克尼斯教堂       |      |
| 康涅狄格學院   | 哈克尼斯宿舍楼     |      |
| 布朗大学       | 本科生宿舍         |      |
| 圣安德鲁斯大学 | 圣安德鲁斯楼       |      |
| 哈佛大学       | 学生宿舍           |      |

### 家族捐赠
1917年，查尔斯逝世一年后，为了纪念查尔斯，他的母亲安娜·哈克尼斯向耶鲁大学捐赠楼300万美元用于建设学生宿舍。1918年，安娜·哈克尼斯设立了英联邦基金会，初始资金1000万美元，由爱德华·哈克尼斯出任基金会主席。
| 建筑       | 地点     | 图片 |
| ---------- | -------- | ---- |
| 哈克尼斯塔 | 耶鲁大学 |      |

## 故居

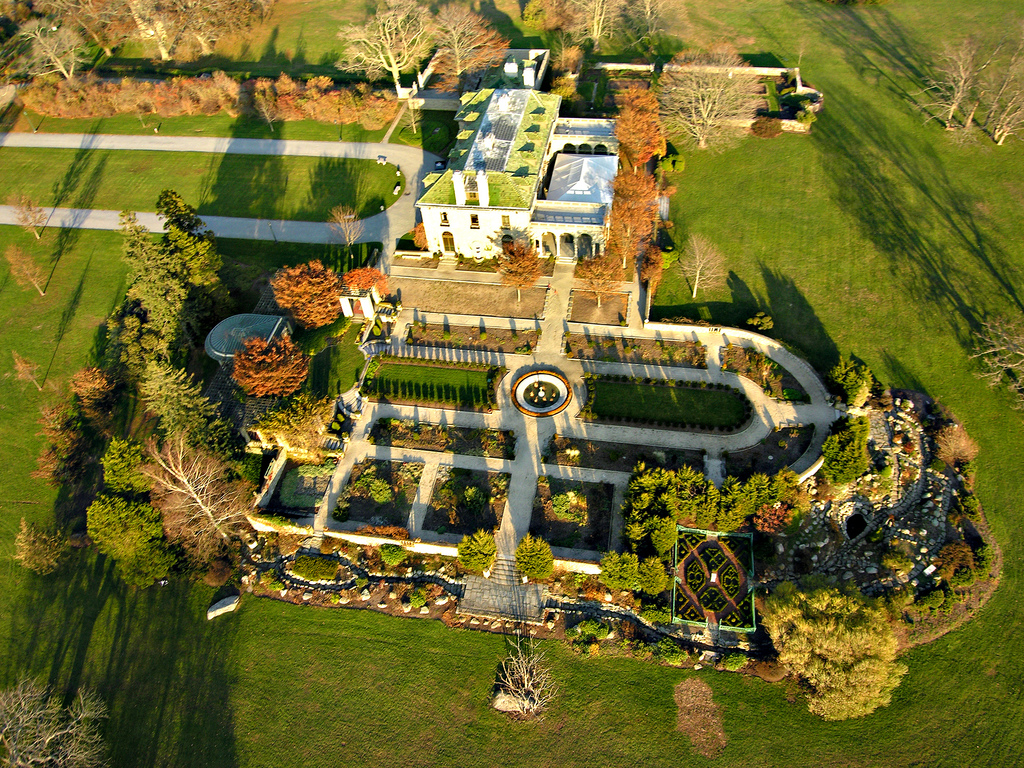
位于沃特福德的伊奧利亞庄园

除了位於紐約的哈克尼斯家族房產外，愛德華和妻子瑪麗在其他州和城市還有多處房產。夫妻二人夏季會前往位於康乃狄克州沃特福德市的伊奧利亞莊園（Eolia Mansion）。1950年，瑪麗將該莊園捐贈給康乃狄克州政府。州政府將伊奧利亞莊園更名為哈克尼斯紀念公園（Harkness Memorial State Park），美國聯邦政府於1968年將其收錄進國家史蹟名錄。
此外，愛德華與瑪麗在北卡羅來納州、南卡羅來納州、佐治亞州以及加利福尼亞州均有房產，其中多處房產由著名建築設計師詹姆士·羅傑斯設計。

## 墓地
愛德華逝世後被埋葬在位於紐約市布朗克斯區伍德朗墓園內的哈克尼斯家族墓地。出於保護隱私的目的，哈克尼斯家族墓地的外圍由院墻和花園組成，而且墓地內部沒有姓名標識
，所以外人無法識別每一位哈克尼斯家族成員的墓位。家族墓地的外形設計參照了中世紀教堂的外觀。伍德朗墓園被評定為美國國家歷史名勝。

## 影響
美國著名劇作家尤金·奧尼爾筆下創作的多位人物以愛德華為原型。